# أوميغا
أوميغا (باليونانية:ωμέγα/ὦ μέγα) هو الحرف الرابع والعشرون والأخير من الأبجدية الإغريقية، يأخذ الحرف شكلين الكبير (Ω) والصغير (ω).
و يكتب باللغة اللاتينية OMEGA.
و يرمز له ب OM